# Cypselosomatidae
Cypselosomatidae zijn een familie uit de orde van de tweevleugeligen (Diptera), onderorde vliegen (Brachycera). Wereldwijd omvat deze familie zo'n 13 genera en 35 soorten.

## Synoniemen
- Pseudopomyzidae